# Mycena adonis
Mycena adonis es una especie de hongo de la familia Mycenaceae.

## Características
Se encuentran en Asia, Europa y América del Norte, la forma del sombrero (Píleo (micología)) es acampanada de color rojo escarlata cuando esta húmedo y en condiciones de sequedad es rojo anaranjado y puede llegar a medir 1,2 cm de diámetro, es sostenido por finos tallos de color blanco rosáceo, que miden 4 cm de largo.Crece en bosques de coníferas y turberas en los meses de otoño y de primavera, prefiere ambientes ácidos. Es una hongo no comestibles. Puede confundirse con el Mycena acicula, pero este último es más chico de tamaño y el color es anaranjado salmón.